# Vladimir Sel'kov
Vladimir Vladimirovič Sel'kov (in russo Владимир Владимирович Сельков?; 1º aprile 1971) è un ex nuotatore russo, fino al 1991 sovietico.
Specializzato nel dorso ha vinto tre medaglie d'argento alle Olimpiadi di Barcellona 1992 e Atlanta 1996. Una individuale nei 200 m dorso e due nelle staffette 4x100 m misti.

## Palmarès
- Olimpiadi

Barcellona 1992: argento nei 200m dorso e nella 4x100m misti.
Atlanta 1996: argento nella 4x100m misti.
- Mondiali

Perth 1991: bronzo nei 200m dorso.
Roma 1994: oro nei 200m dorso e argento nella 4x100m misti.
- Mondiali in vasca corta

Goteborg 1997: argento nella 4x100m misti e bronzo nei 200m dorso.
- Europei

Bonn 1989: argento nei 200m dorso.
Atene 1991: oro nella 4x100m misti e argento nei 200m dorso.
Sheffield 1993: oro nei 200m dorso e nella 4x100m misti e argento nei 100m dorso.
Vienna 1995: oro nei 100m dorso, nei 200m dorso e nella 4x100m misti.
Siviglia 1997: oro nei 200m dorso e nella 4x100m misti e bronzo nei 100m dorso.
- Europei in vasca corta

Gelsenkirchen 1991: argento nei 50m dorso.
- Vincitore della Coppa del Mondo di dorso nel 1993 e nel 1994